# Joseph Raz
Joseph Raz   (Palestina, 21 de març de 1939 - Hammersmith, 2 de maig de 2022) va ser un filòsof del dret, l'ètica i la política.
Va ser un dels filòsofs del dret més influents i un ferri defensor del iuspositivisme. Molts alumnes de Raz s'han convertit en importants filòsofs de dret i professors d'aquesta assignatura, com per exemple: Julie Dickson (Oxford), Dori Kimel (Oxford), Timothy Endicott (Oxford), John Gardner, l'actual professor de jurisprudència en Oxford (i successor de Dworkin), Leslie Green (York i Texas), Timothy Macklem (Londres), Robert P. George (Princeton) i Scott Shapiro (Michigan).

## Biografia
Nascut a Palestina, va estudiar dret en la Universitat Hebrea de Jerusalem. Va conèixer Herbert Hart en una conferència, i Raz li va indicar errades en el seu raonament que ell mateix havia passat per alt. Hart el va convèncer d'anar a la Universitat d'Oxford per obtenir el seu grau de doctor.
Raz va estudiar també a l'Institut Balliol d'Oxford on va ser nomenat doctor en filosofia (PhD) el 1967 pel camí més curt possible, ometent el procés habitual d'obtenir primer el batxillerat, després el mestratge i finalment el doctorat.
Com a bon aficionat de Herbert Hart, Raz va contribuir a la continuació de les idees més transcendentals del iuspositivisme, després de la mort d'aquest. Entre aquestes contribucions, va publicar la segona edició de The Concept of Law, amb una secció addicional que incorpora les respostes de Hart al fer-ne qüestió d'altres filòsofs. La seva obra més recent s'ocupà menys de la filosofia del dret i més de la filosofia política i el raonament pràctic.
En filosofia política, Raz va proposar la idea d'un Llberalisme perfecte. La seva teoria defensa el pluralisme de valors i regles ètiques i la idea que diversos valors són incommensurables. En els últims anys Raz va dedicar el seu temps a resoldre petits enigmes relacionats amb la reputació de la filosofia del dret i també va destinar més temps al raonament pràctic, l'ètica i la filosofia política.